# Paramount Skydance Corporation
Paramount Skydance Corporation (hoạt động kinh doanh dưới tên Paramount) là một tập đoàn truyền thông đại chúng và giải trí đa quốc gia của Hoa Kỳ có trụ sở chính tại phim trường Paramount Pictures ở Los Angeles, California, với các văn phòng tại Santa Monica, California và Thành phố New York, New York. Công ty được thành lập thông qua việc sáp nhập ba bên giữa Paramount Global, National Amusements và Skydance Media - một công ty độc lập, hoàn tất vào ngày 7 tháng 8 năm 2025. Công ty giao dịch dưới mã chứng khoán "PSKY" trên sàn Nasdaq.

## Lịch sử của các công ty
Thông qua một loạt các thương vụ sáp nhập, phân chia và hợp tác giữa các công ty, Paramount Pictures, CBS, Viacom và Skydance Media đã có một lịch sử lâu dài trước khi sáp nhập vào tháng 8 năm 2025, hợp nhất các thực thể trên thành Paramount Skydance.

### 1912–1986
Paramount Pictures được thành lập vào năm 1912 với tên gọi là Famous Players Film Company. CBS được thành lập vào năm 1927 và Paramount Pictures nắm giữ 49% cổ phần sở hữu từ năm 1929 đến năm 1932.
Năm 1952, CBS thành lập bộ phận CBS Television Film Sales xử lý quyền phát sóng cho thư viện phim truyền hình do CBS sở hữu. Bộ phận này trải qua các lần đổi tên: CBS Films vào năm 1958, CBS Enterprises Inc. vào ngày 1 tháng 12 năm 1967, trước khi được đổi tên thành Viacom (viết tắt của Video and Audio Communications) vào năm 1970. Năm 1971, bộ phận phát sóng này được tách ra trong bối cảnh các quy tắc mới của FCC cấm các mạng truyền hình sở hữu các công ty phân phối chương trình, duy trì cho đến năm 1993.
Cùng thời điểm đó, Paramount Pictures được Gulf and Western Industries mua lại vào năm 1966, sau đó đổi tên thành Paramount Communications vào năm 1989.

### 1986–2005
Năm 1986, Viacom đã mua MTV Networks và Showtime/The Movie Channel Inc. từ Warner Communications và American Express. Năm 1987, phần lớn cổ phần của Viacom đã được công ty điều hành rạp chiếu phim National Amusements mua lại.
Viacom sau đó đã mua 50,1% cổ phần của Paramount Communications vào tháng 2 năm 1994 với giá 9,75 tỷ đô la Mỹ, sau cuộc chiến kéo dài năm tháng với kênh truyền hình mua sắm QVC. Việc sáp nhập đã hoàn tất vào tháng 7. Năm 1999, Viacom đã thực hiện thương vụ mua lại lớn nhất cho đến nay bằng cách công bố kế hoạch sáp nhập với công ty mẹ cũ CBS Corporation, hậu thế của Westinghouse Electric Corporation do đã sáp nhập với CBS vào năm 1995. Việc sáp nhập đã hoàn tất vào năm 2000, dẫn đến việc CBS tái hợp với bộ phận phát sóng trước đây của mình.

### 2005–2019
Vào ngày 31 tháng 12 năm 2005, Viacom được chia thành hai công ty: công ty kế thừa trực tiếp CBS Corporation, và Viacom thứ hai, được thành lập như một công ty con.
Skydance Media được thành lập bởi David Ellison vào năm 2006. Vào mùa thu năm 2009, Skydance và Paramount Pictures đã ký một thỏa thuận đồng tài trợ, sản xuất và phân phối trong năm năm, với Paramount nắm giữ một tùy chọn phân phối bổ sung. Thỏa thuận đó được gia hạn vào tháng 8 năm 2017.

## Lịch sử

### Sự hình thành
Năm 2023, sau khi vật lộn với nợ nần và nỗ lực duy trì sức cạnh tranh trong ngành giải trí, công ty mẹ của Paramount, National Amusements, đã đi tìm các đối tác tiềm năng mua lại và sáp nhập Paramount Global. Nhiều công ty lớn như Sony Pictures, Warner Bros. Discovery, Apollo Global Management, Edgar Bronfman Jr., Allen Media Group và Skydance Media, đã bày tỏ sự quan tâm đến việc tìm hiểu các quan hệ đối tác kinh doanh tiềm năng hoặc mua lại công ty.
Sau khi đạt được thỏa thuận sáp nhập ban đầu với Skydance, Paramount và Skydance hủy bỏ đề xuất sáp nhập vào ngày 11 tháng 6 do các cuộc thảo luận không đạt kết quả như mong đợi. Sau một thời gian gián đoạn, Skydance đã đạt được thỏa thuận sơ bộ vào ngày 2 tháng 7 năm 2024 để thực hiện thương vụ sáp nhập ba bên giữa Skydance, National Amusements và Paramount, nhằm thành lập nên một "Paramount mới". Sau khi hoàn tất sáp nhập, Tổng giám đốc điều hành Skydance Media, David Ellison, sẽ trở thành Chủ tịch kiêm Giám đốc điều hành của công ty hợp nhất, và Jeff Shell sẽ là Chủ tịch.
Paramount cho biết, vào tháng 2 năm 2025 và tháng 5 năm 2025, họ mong đợi giao dịch sẽ hoàn tất trong nửa đầu năm, song đã không xảy ra. Do thỏa thuận vẫn chưa được chấp thuận, giao dịch được gia hạn tự động lần đầu tiên vào ngày 8 tháng 4 năm 2025 và duy trì đến ngày 7 tháng 7 năm 2025, khi giao dịch được tự động gia hạn lần thứ hai và có hiệu lực cho đến ngày 4 tháng 10 năm 2025. Ủy ban Giao dịch và Chứng khoán Hoa Kỳ và Ủy ban Châu Âu (EC) đã chấp thuận giao dịch vào tháng 2 năm 2025.
Vào ngày 22 tháng 7 năm 2025, Oracle Corporation được cho là đang đàm phán với Skydance Media về một hợp đồng trị giá 100 triệu đô la mỗi năm để cung cấp phần mềm đám mây sau khi thương vụ mua lại Paramount Global của Skydance Media hoàn tất.
Vào ngày 24 tháng 7 năm 2025, FCC đã chấp thuận thương vụ sáp nhập giữa Paramount Global và Skydance Media, theo đó sẽ dự kiến hoàn tất vào ngày 7 tháng 8 năm 2025. Nhiều báo cáo công khai đã công bố một sự trao đổi kiểu "ăn miếng trả miếng" nhằm đảm bảo sự chấp thuận của chính quyền liên bang đối với vụ sáp nhập này. Một trong số đó báo cáo rằng Paramount/CBS đồng ý trả 16 triệu đô la để chấm dứt vụ kiện do Tổng thống Donald Trump đệ trình. Một số báo cáo công khai tương tự tuyên bố CBS sẽ chấm dứt chương trình The Late Show with Stephen Colbert. Các giám đốc điều hành của CBS đã phủ nhận cả hai tuyên bố nói trên và khẳng định rằng quyết định kết thúc chương trình Late Show vào năm 2026 hoàn toàn dựa trên một quyết định tài chính.
Vào ngày 4 tháng 8 năm 2025, Paramount Skydance đã công bố một số vị trí lãnh đạo mới cùng với Ellison và Shell, theo đó Andy Gordon tham gia với tư cách là Giám đốc điều hành và giám đốc chiến lược, Cindy Holland làm lãnh đạo các dịch vụ phát trực tuyến như Paramount+ và Pluto TV, Dana Goldberg và Josh Greenstein đồng lãnh đạo Paramount Pictures, và George Cheeks từ Paramount Global sẽ lãnh đạo các mạng lưới truyền hình.
Cũng có thông báo vào ngày 4 tháng 8 năm 2025 rằng Paramount Skydance sẽ bao gồm 3 bộ phận chính, bao gồm một bộ phận dành cho các hãng phim (gồm Paramount Pictures, Skydance Pictures, Nickelodeon Movies và các bộ phận khác như hãng phim, truyền hình và trò chơi điện tử), bộ phận các sản phẩm dành cho người tiêu dùng (gồm Paramount+ và Pluto TV) và bộ phận phương tiện truyền thông truyền hình (gồm CBS, BET, MTV, Nickelodeon và các mạng truyền hình khác). Paramount Skydance cũng thông báo rằng MTV Entertainment Studios và Skydance Television sẽ sáp nhập, hồi sinh Paramount Television Studios do Matt Thunell đứng đầu. Việc giám sát các đơn vị truyền hình sẽ được phân bổ cho Matt Thunell quản lý bộ phận hãng phim (tập trung vào các dịch vụ phát trực tuyến) và George Cheeks giám sát sản xuất cho bộ phận phương tiện truyền thông truyền hình (tập trung vào các mạng tuyến tính), cũng như South Park.
Vào ngày 5 tháng 8 năm 2025, Paramount Skydance thông báo rằng công ty sẽ sa thải khoảng 1.000 nhân viên và cắt giảm 2 tỷ đô la chi phí hoạt động. Đồng thời, họ cũng muốn sáp nhập Paramount+ và Pluto TV thành một dịch vụ duy nhất, với sự giúp đỡ của Oracle Corporation.

## Cấu trúc công ty
Sau sáp nhập và tái cấu trúc, Paramount Skydance Corporation sẽ bao gồm ba đơn vị kinh doanh chính:
- Paramount Skydance Studios bao gồm các hãng sản xuất phim, truyền hình và trò chơi điện tử của công ty.
  - Paramount Motion Picture Group tập trung vào sản xuất và phân phối phim chiếu rạp, bao gồm các bản phát hành phim thuộc Paramount Pictures, bộ phận cùng tên và thương hiệu chủ lực của công ty, cũng như các thương hiệu Paramount Animation, Paramount Players và Nickelodeon Movies. Các công ty khác bao gồm Skydance Pictures, Skydance Animation, Republic Pictures, Miramax, đồng thời công ty còn sở hữu 50% cổ phần tại United International Pictures.[46] Paramount Pictures cũng bao gồm Paramount Studio Group (phòng thu vật lý và hậu kỳ), cơ sở sản xuất và lô đất, và kho lưu trữ để phục hồi/bảo quản cho Paramount Home Entertainment và Music phân phối.
    - Paramount Television Studios quản lý các thương hiệu sản xuất truyền hình của mình như thương hiệu chủ lực cùng tên, Skydance Television và Showtime/MTV Entertainment Studios.

  - Paramount Experiences tập trung vào việc bán lẻ và cấp phép kinh doanh hàng hóa cho Paramount Consumer Products và điều hành một số công viên giải trí.[47]
- Paramount Skydance Direct-to-Consumer điều hành các dịch vụ phát trực tuyến toàn cầu, bao gồm Paramount+, Pluto TV, SkyShowtime (liên doanh 50% với Sky Group của Comcast), CBS News 24/7, CBS Sports HQ. Đợn vị này cũng nắm cổ phần không được tiết lộ trong FuboTV được mua lại vào năm 2020.[48]
- Paramount Skydance TV Media quản lý các kênh truyền hình tuyến tính trong nước và quốc tế của công ty. Bộ phận này cũng quản lý Nickelodeon Productions (bao gồm xưởng phim hoạt hình và Avatar Studios), See It Now Studios và 50% cổ phần tại South Park Digital Studios.
  - CBS Entertainment điều hành CBS, CBS Studios, CBS Media Ventures (bao gồm Big Ticket Television), CBS News and Stations, và CBS Sports. Công ty nắm giữ 12,5% cổ phần tại The CW cùng với đơn vị Warner Bros. Television Group của Warner Bros. Discovery.
  - BET Media Group (bao gồm BET Studios) sở hữu các kênh truyền hình mang tên BET.
  - Paramount Media Networks bao gồm các kênh truyền hình trả tiền do Paramount sở hữu tại Hoa Kỳ như MTV, Nickelodeon (bao gồm TeenNick, Nicktoons, Nick Jr.), Comedy Central, TV Land, Paramount Network, Logo, CMT, Pop TV, Showtime, The Movie Channel, Flix, VH1 và Smithsonian Channel.
  - Paramount International Networks điều hành một số biến thể quốc tế của các kênh truyền hình được chia thành ba trung tâm khu vực: Vương quốc Anh và Úc, Châu Âu, Trung Đông, Châu Phi và Châu Á (EMEAA) và Châu Mỹ, cũng như các mạng truyền hình khu vực cụ thể (như Kênh 5 ở Vương quốc Anh, Network 10 ở Úc, Telefe ở Argentina và Chilevisión ở Chile). Công ty cũng đồng sở hữu các kênh trước đây thuộc tên CBS trên khắp Châu Âu với AMC Networks International.
  - Paramount Global Content Distribution đóng vai trò là đơn vị phân phối sản phẩm truyền hình quốc tế cho các mạng truyền hình và dịch vụ phát trực tuyến của Paramount.

Các doanh nghiệp khác sẽ là một phần của Paramount Skydance, bao gồm các công ty con của National Amusements như Showcase Cinemas và UCI Cinemas có trụ sở tại Brasil.

## Danh sách lãnh đạo

### Hội đồng quản trị[49]
- David Ellison
- Barbera Bryne
- Gerry Cardinale
- Safra A. Catz
- Andy Gordon
- Justin G. Hamill
- Sherry Lansing
- Paul Marinelli
- Jeff Shell
- John L. Thornton

### Ban điều hành
- David Ellison, Chủ tịch kiêm Tổng giám đốc điều hành

- Jeff Shell, Chủ tịch
  - Andy Gordon, Giám đốc Chiến lược và Giám đốc Điều hành
  - George Cheeks, Chủ tịch của TV Media
  - Dana Goldberg, Đồng chủ tịch của Paramount Pictures và Chủ tịch của Paramount Television
  - Josh Greenstein, Đồng Chủ tịch Paramount Pictures và Phó Chủ tịch Nền tảng
  - Cindy Holland, Chủ tịch của Direct-to-Consumer
  - Stephanie Kyoko McKinnon, Tổng cố vấn và Quyền Giám đốc pháp lý
  - Jim Sterner, Giám đốc Nhân sự
  - Melissa Zukerman, Giám đốc Truyền thông